# Postylla domowa

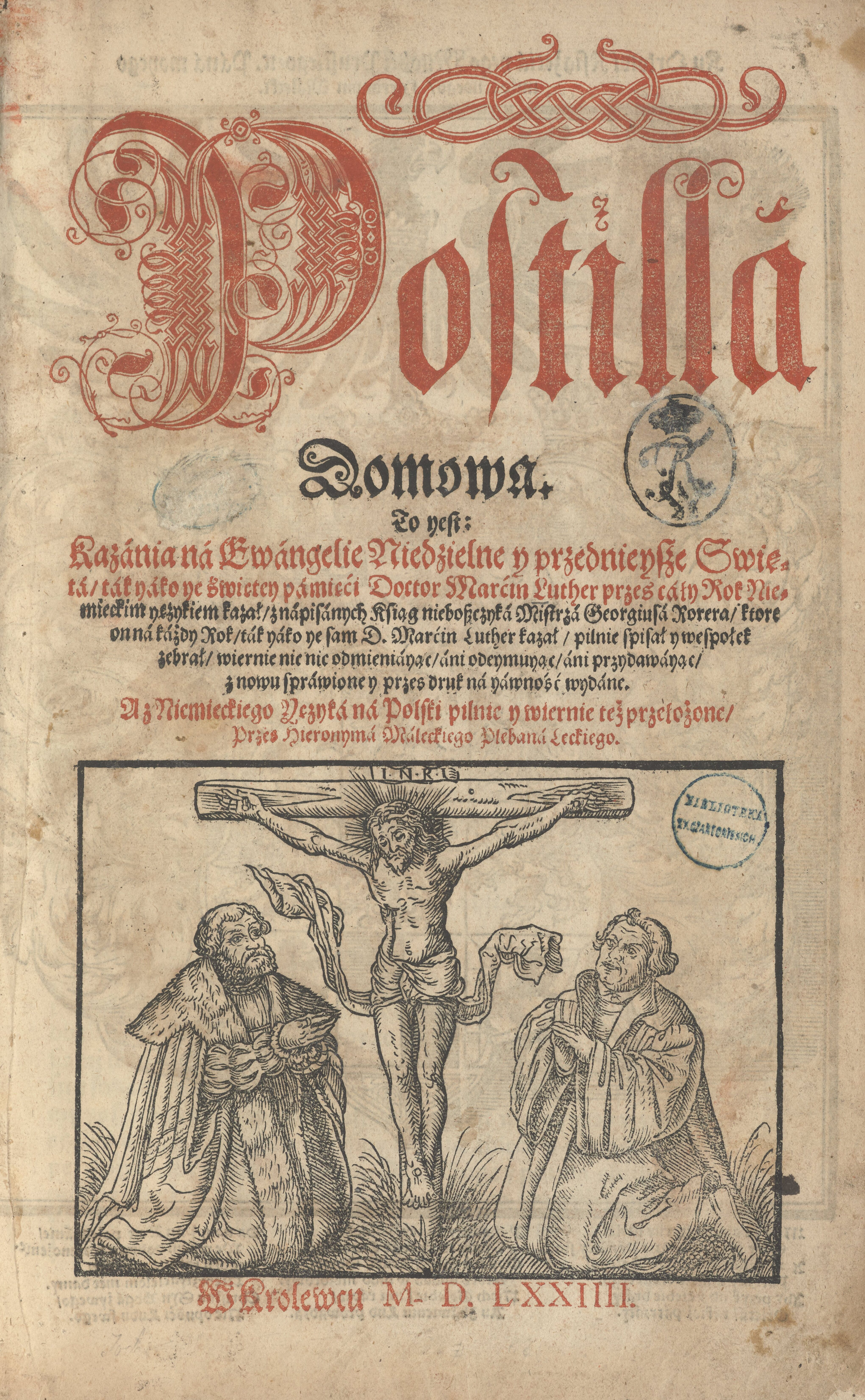
Strona tytułowa wydania polskiego z 1574 r.

Postylla domowa – zbiór 64 kazań wygłoszonych z okazji świąt roku kościelnego przez reformatora Marcina Lutra. Kazania te Luter wygłaszał w latach 1532–1534 w swoim domu, do grona swoich najbliższych, domowników i przyjaciół. Spisał je sekretarz Lutra, Veit Dietrich. Pierwszy raz wydano ją 3 grudnia 1544. Pierwsze polskie tłumaczenie, dokonane przez Hieronima Maleckiego, zostało wydane w Królewcu w 1574. W 2011 roku ukazało się nowe polskie tłumaczenie Postylli domowej, sięgające do oryginału, zatytułowane Kazania ks. dra Marcina Lutra (przekład Marcin Walter, Kraków 2011).